# Myiopharus
Myiopharus – rodzaj muchówek z rodziny rączycowatych (Tachinidae).

## Wybrane gatunki
- M. aberrans (Townsend, 1916)[1]
- M. americanus (Bigot, 1889)[1]
- M. ancilla (Walker, 1853)[1]
- M. canadensis Reinhard, 1945[1]
- M. dorsalis (Coquillett, 1898)[1]
- M. doryphorae (Riley, 1869)[1]
- M. floridensis (Townsend, 1892)[1]
- M. infernalis (Townsend, 1919)[1]
- M. levis (Aldrich and Webber, 1924)[1]
- M. macellus (Reinhard, 1935)[1]
- M. moestus (Wulp, 1890)[1]
- M. securis Reinhard, 1945[1]
- M. sedulus (Reinhard, 1935)[1]
- M. trifurca (Wulp, 1890)[1]